# Стивенс, Сиака
Сиака Стивенс (англ. Siaka Stevens, 24 августа 1905, Моямба — 29 мая 1988, Фритаун) — политик Сьерра-Леоне, премьер-министр в 1968—1971 годах и первый президент страны в 1971—1985 годах.

## Биография
Родился в крестьянской семье, принадлежавшей к народу лимба, мать его происходила из менде. Вырос во Фритауне, окончил Академию Альберта, после чего в 1923 году поступил на службу в полицию, а в 1931 году стал работать на строительстве железной дороги, связывающей железные рудники с морским портом. В 1943 году основал объединённый профсоюз шахтёров, в 1944 году стал его генеральный секретарём, в 1946 году был назначен от него в ассамблею протектората. В 1951 году вместе с Милтоном и Альбертом Маргаи создал Народную партию Сьерра-Леоне, был избран в законодательный совет и назначен на пост министра шахт, земель и труда в правительстве Милтона Маргаи. В 1957 году потерял депутатское кресло и пост министра и в результате разногласий с Милтоном Маргаи создал при поддержке Альберта Маргаи (хотя тот вскоре вернулся к союзу с братом) новую Народную национальную партию, в 1960 году объединившуюся с рядом других оппозиционных сил во Всенародный конгресс Сьерра-Леоне. На переговорах по вопросу независимости от Великобритании Стивенс стал единственным делегатом, отказавшимся поддержать план предоставления независимости, предусматривавший тесный военно-политический союз с бывшей метрополией. В 1967 году Всенародный конгресс получил незначительный перевес на парламентских выборах. Вступление Стивенса в должность премьер-министра было, однако, предотвращено военным переворотом, организованным главнокомандующим Дэвидом Лансаной при поддержке предыдущего главы правительства Альберта Маргаи. В 1968 году ряд младших офицеров сверг, в свою очередь, сменившего Лансану во главе хунты Эндрю Джаксон-Смита и передал власть правительству Стивенса.
В 1971 году Стивенс, который взял курс на африканизацию и уменьшение связей с метрополией, провозгласил Сьерра-Леоне (ранее являвшуюся парламентской монархией Вестминстерской системы, где главой государства считалась королева Великобритании) президентской республикой и занял пост президента, обладавшего широкими полномочиями. В 1973 году оппозиция бойкотировала очередные парламентские выборы, а в 1978 году на референдуме была одобрена новая конституция, провозглашавшая однопартийную систему и упразднявшая пост премьер-министра. Сам Стивенс в 1973 и 1978 годах был дважды безальтернативно переизбран палатой представителей, причём во второй раз самолично продлил свой пятилетний срок до семи лет. Режим Стивенса отметился расхищением природных ресурсов, слабым развитием социальной сферы (что в конечном счёте стало одной из причин гражданской войны, начавшейся в 1991 году, уже после смерти Стивенса) и политическими репрессиями против оппонентов, в частности, был арестован и казнён Джон Амаду Бангура, лидер переворота, приведшего Стивенса к власти. В то же время Стивенс пользовался определённым авторитетом среди других африканских государств. В октябре 1973 года он создал вместе с Либерией Союз государств реки Мано, к которому в 1980 году присоединилась и Гвинея, ранее настроенная к режиму Стивенса негативно. Тогда же Стивенс был на год избран председателем Организации африканского единства.
В 1985 году добровольно отказался от очередного переизбрания, организовав всенародный референдум по одобрению кандидатуры его преемника, генерал-майора Джозефа Сайду Момо, которому и передал власть.